# 明川郡
明川郡（：／ Myŏngchŏn gun */?）是朝鮮民主主義人民共和國咸鏡北道東部的一個郡，西部和中部各有一列山地（後者包括七寶山），東臨日本海。南大川流經，溫泉偏佈全郡。面積600平方公里，2008年人口65,797人。下分1邑、2勞動者區、13里。
1461年始稱明川。